# Paolo Pizzo
Paolo Pizzo (n. 4 aprilie 1983, Catania, Italia) este un scrimer italian specializat pe spadă, campion mondial în 2011, vicecampion european în 2014 și vicecampion mondial pe echipe în 2016.

## Carieră
Pizzo a început scrima la vârsta de 7 ani cu floretă. La vârsta de 13 ani a fost diagnosticat cu o tumoare cerebrală. A suferit o intervenție chirurgicală și a fost forțat să-și întrerupă sportul și studiile în primul an la Institutul aeronautică. După ce a plecat din spital, și-a schimbat școala și clubul, și și-a ales spada.
În sezonul 2007-2008 a obținut prima medalie sa la Cupa Mondială cu argintul la Lisabona. La Campionatul Mondial din 2011, a ajuns în finală unde a dispus de olandezul Bas Verwijlen și a devenit campion mondial, „acasă” la Catania. A încheiat sezonul pe locul unu în clasamentul FIE. 
A participat la Jocurile Olimpice de vară din 2012 de la Londra, dar a pierdut în sferturile de finală cu venezuelian Rubén Limardo, care în urmă a cucerit medalia de aur. După Jocurile Olimpice s-a rănit la mâna dreaptă și a avut o recuperare dificilă în urma operației. Sezonul 2012-2013 a fost foarte greu: a pierdut în al doilea tur la Campionatul European de la Zagreb și în primul tur la Campionatul Mondial de la Budapesta, și a coborât pe locul 47. 
În anul 2014 și-a regăsit forma: a cucerit medalia de argint la Campionatul European de la Strasbourg, după ce a fost învins în finala de maghiarul András Rédli.

## Viața personală
În anul 2015 s-a căsătorit cu pentatlonista Lavinia Bonessio.

## Legături externe
- Prezentare Arhivat în 22 august 2016, la Wayback Machine. la Confederația Europeană de Scrimă
- en Paolo Pizzo la Olympedia.org